# Радослав Лазић
Радослав Лазић (Сански Мост, 13. септембар 1939 — Београд, 10. мај 2017) био је српски редитељ, естетичар и драмски педагог.
Био је један од најпродуктивнијих српских позоришних стваралаца. Радио је и као универзитетски професор и истраживач са преко 50 објављених монографских издања. Радови су му преведени на више европских језика.

## Образовање
Гимназију и потом студије на Академији за позориште, филм, радио и телевизију завршио у Београду, где је дипломирао режију у класи проф. Вјекослава Афрића, 1964. године. Упоредо је студирао историју уметности на Филозофском факултету у Београду.
Постдипломске студије из области театрологије апсолвирао је на Факултету драмских уметности у Београду. Специјалистичке студије завршио на Université, Paris VII, Diplome d'études approfondies (1981) и Diplôme doctorat de 3e cycle (1984) из области Études techniques et estétiques du Théatre.
Докторску дисертацију Југословенска драмска режија, 1918–1991, Теорија и историја, пракса, пропедеутика одбранио је на Академији уметности Универзитета у Новом Саду 1993. године.

## Уметнички рад
Као присталица мултимедијалне оријентације, осим позоришта је режирао и на телевизији, радију и филму, те за сцену луткарског театра.
Као позоришни редитељ режирао око 50 драмских представа на сценама Београда, Загреба, Новог Сада, Суботице, Ниша, Бање Луке, Вараждина, Куманова, Лесковца, Зрењанина, Сомбора, Вршца, Панчева. Режирао је прво извођење Стерије на сцени Државног театра Тиргу–Муреш у Румунији.
Као редитељ режирао за РТВ Београд и Нови Сад десетак серија и стотинак филмова и емисија, претежно документарног и научно–образовног карактера.
За Радио Београд и Нови Сад режирао преко 50 радиофонских остварења.

## Научно-истраживачки рад
Пише теоријске студије из области театрологије, филмологије и науке о медијима, као и књижевну и естетичку критику и есејистику. Својим научним истраживањима дао вредан допринос савременој естетици, историји и теорије мултидисциплинарној режији (позориште, филм, радио, телевизија, опера, балет, луткарство) и савременој естетици представљачких уметности.
Основу научно–истраживачког рада Радослава Лазића представља Југословенска драмска режија / (1918–1991) / Теорија и историја, пракса, пропедеутика, заједно са Речником драмске режије, имеником основних појмова драмске режије. Остали делови његовог истраживања се органски надовезују на њих и представљају отворену целину истраживања по начелу „work in progress”, „дела у настајању”.
Лазићев критичко–теоријски и есејистички рад карактеришу фундаментална истраживање у областима театрологије, филмологије и науке о медијима и њихове евалуације на просторима Србије, Југославије, Европе и света.
Плодове свог критичко–истраживачко–публицистичког рада објавио је у преко 50 ауторских књига, са тематиком из естетике, теорије и историје драмских уметности, посебно у области режије позориште, филм, радио, телевизија, медији и исто толико научних зборника и тематских бројева часописа, као и преко 1.000 библиографских јединица у стручној периодици.
Сарадник је многих часописа у земљи и иностранству. Учесник је бројних националних и међународних симпозијума и научних скупова посвећених драмским уметности.
У Стеријином позорју остварио је плодну уредничку сарадњу, дугу две деценије, дајући допринос уметничком и научном развоју нашег најзначајнијег националног позоришног фестивала и савременој театрологији. Од 1977. године био је сарадник, а потом и уредник часописа за позоришну уметност Сцена. Био је и уредник рубрике „РТВ–естетика” у часопису РТВ – теорија и пракса.
Значајан је Лазићев допринос и сарадња у енциклопедијској публикацији Позоришне библиотеке и музеји у свету, UNESCO, уредник Андре Венстен, Париз, 1985, као и десетина одредница о српском луткарству које је објавио у Светској енциклопедији луткарске уметности. Сарадник је и пројекта у припреми Енциклопедија Крлежиана, казалишни лексикон, Лексикографски завод „Мирослав Крлежа”, Загреб, Хрватска.
У новосадском „Прометеју”, уређивао је Библиотеку драмских уметности (позориште, филм, радио, телевизија, видео), коју сада уређује као Ауторска издања у Београду, где објављује темељна дела из историје, теорије и естетике драмских уметности (Апија, Арто, Станиславски, Тарковски, Бергман, Гротовски итд). У Ауторским издањима објављују се и дела из Лазићеве театролошке, филмолошке и естетичке истраживачке лабораторије. Посебну пажњу посвећује антологијама, хрестоматијама и зборницима као синтезама у панорами савремених и класичних дела из естетике, историје и теорије драмских уметности.

## Педагошки рад
Од 1976. године бави се педагошким радом на Академији уметности у Новом Саду, најпре као уметнички сарадник за предмет режија, а од 1984. године као предавач и редовни професор Универзитета за предмет Режија и Историја и естетика режије (позориште, филм, радио, телевизија, луткарство). Учествовао је у академском стручном образовању преко 50 дипломираних редитеља.
Водио је магистарске и докторандске студије на Академији уметности, Нови Сад, Универзитету уметности и Факултету драмских уметности у Београду, где је учествовао, као ментор или члан стручних комисија, у одбранама тридесетак магистарских и докторских дисертација из области историје, теорије и естетике драмских уметности.
Као драмски педагог, сарађивао је и са Универзитетом уметности у Београду, Академијама умјетности у Осијеку и Бањој Луци, као и с Факултетом драмских умјетности на Цетињу. Лазић је такође држао предавања из области историје и естетике режије и на универзитетима у Паризу, Загребу, Љубљани, Сарајеву, Техерану и Ротенбургу.
На Академији лепих уметности у Београду на Мастер студијама тренутно предаје креативно писање.

## Оцена дела
Пољски академик проф. др Хенрик Јурковски (Henryk Jurkowski) је рекао: 
Радослав Лазић је човек кога провиђење шаље српском позоришту. Његова театролошка рефлексија претвара искуство европског позоришта у кохерентну синтезу теорије позоришне уметности. Његови радови могу представљати полазну тачку за формирање талената будућих великих уметника српског позоришта. Они су, истовремено необично драгоцен допринос баштини светске театрологије.— Хенрик Јурковски
Радомир Путник у тексту „Стваралаштво Радослава Лазића” истиче:
Очитује се огромна разноврсност Лазићевих интересовања и спремност на (за нашу средину) пионирске искораке  у неке од позоришних области.— Радомир Путник
Др Рита Флеис, која је урадила дисертацију Допринос Радослава Лазића теорији драмских уметности у области естетике режије, наводи:
Живот и дело Радослава Лазића представљају јединствену личност истрајно посвећену, више од 50 година, теорији и пракси, васпитању и образовању у драмским уметностима, у готово свим појавним облицима и жанровима, посебно у области естетике интердисциплинарне режије, као уметности модерне епохе.— Рита Флеис

## Професионална чланства
Лазић је члан Академије филмске уметности и науке, Србија. Члан је стручних жирија, удружења књижевника, драмских уметника, и међународних асоцијација SIBMAS, FIRT, AICET, почасни члан UNIMA и ASSITEJ.

## Награде и признања
- Награда Академије за позориште, филм, радио и телевизију за режију (1964)
- Похвала за режију представе „Три сестре А. П. Чехова”, суботичког Народног позоришта на XX сусрету војвођанских позоришта (1970)
- Повеља за сарадњу и допринос у остваривању истраживачких пројеката Завода за проучавање културног развитка Србије, 1988.
- Повеља филмског часописа Синеаст, 1988.
- Међународна награда за животно дело „Мали принц” за изузетан допринос развоју културе и сценске уметности за децу на XII Међународном фестивалу позоришта за децу, Суботица, 2004.[4]
- Награда „Бошко Зечевић”, Позоришта младих Нови Сад, 40. сусрет српских професионалних луткарских позоришта, Ниш, за свеукупни допринос развоју луткарства у Србији, 2008.
- Међународна награде за допринос развоју драмског одгоја, Мостар, 2009;
- Признање за десетогодишњи допринос развоју Лут–феста, Источно Сарајево, 2009.
- Повеља за животно дело „Златна анима“ Међународног фестивала луткарства „Лут–фест“, Источно Сарајево, 2012.